# ديكاتور دورسي
ديكاتور دورسي (بالإنجليزية: Decatur Dorsey)‏ هو جندي أمريكي، ولد في 1836 في مقاطعة هاوارد في الولايات المتحدة، وتوفي في 11 يوليو 1891 في هوبوكين في الولايات المتحدة.